# Hollantsche Mercurius
De Hollantsche Mercurius was een Nederlandstalig nieuwsperiodiek uit de zeventiende eeuw. Het tijdschrift verscheen 40 jaar lang,  eenmaal per jaar. De afleveringen vatten het nieuws in Europa tussen 1650 en 1690 op een begrijpelijke manier samen. De uitgever (en mogelijke auteur) was Pieter Casteleyn. Later nam zijn oudere broer Abraham Casteleyn het stokje over.

## Varia
De spelling van de titel  kent meer dan tien varianten: Hollandse Mercurius, Hollantsche Mercurius, Hollantze Mercurius, Den Hollantse Merkurius, Hollantse Mercurius, Hollantse Merkurius, Hollandtse Mercurius, Hollandtze Mercurius, Hollandse Mercurius, De nieuwe Hollantse Mercurius, Hollantze Merkurius,  Hollanse Mercurius, Hollantse Merkuris en Hollandtse Marcurius.

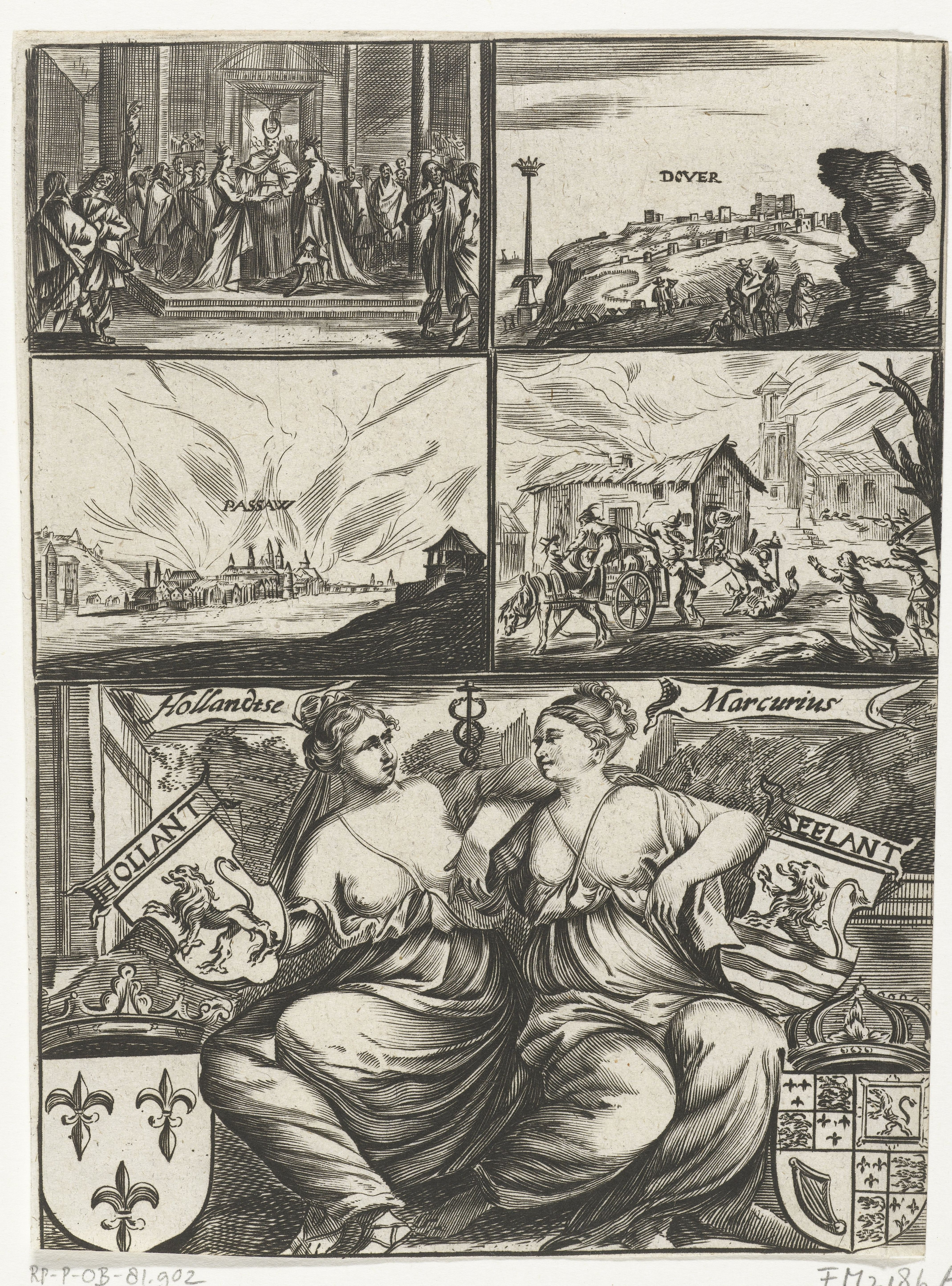
1662
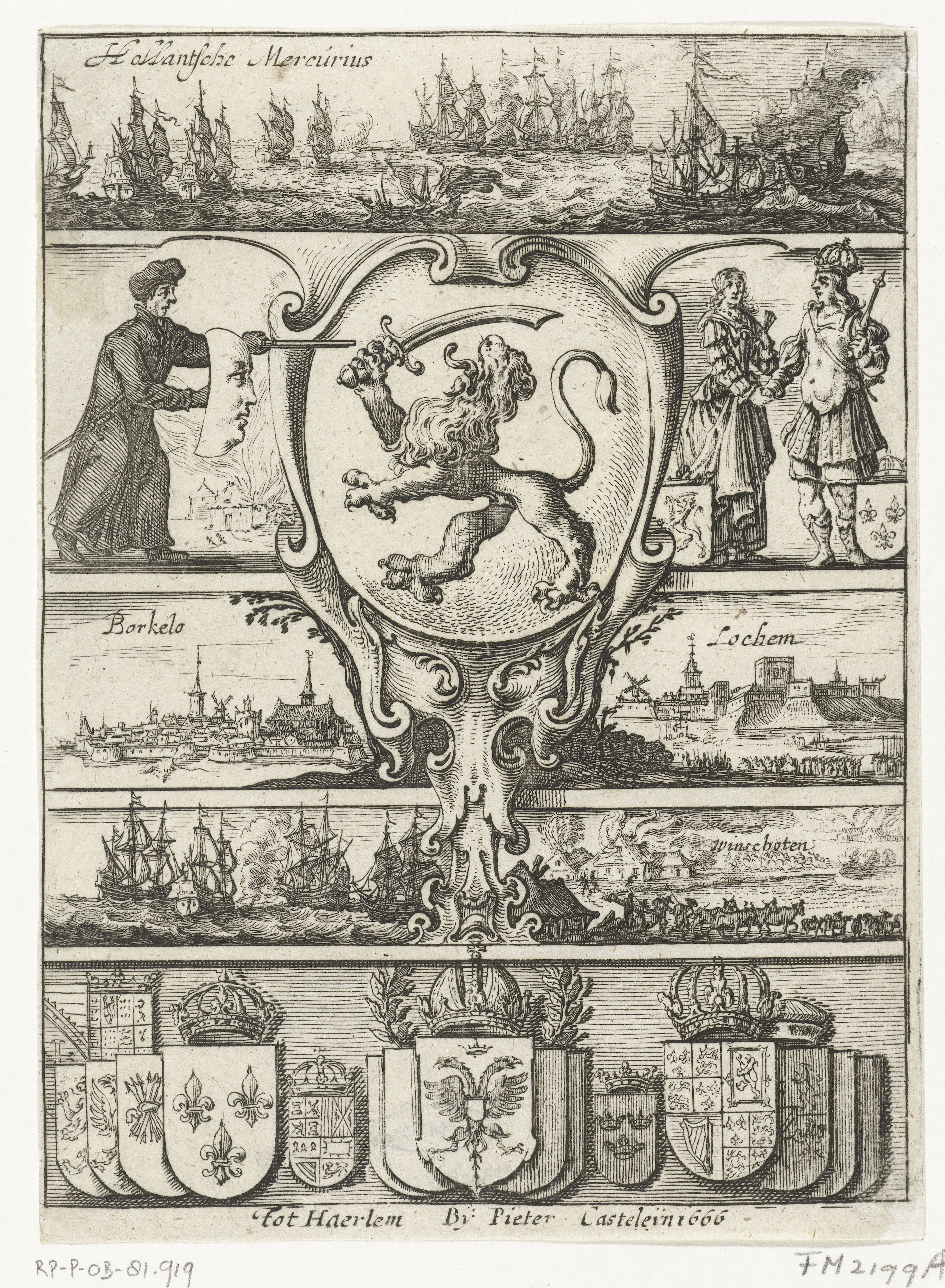
1665
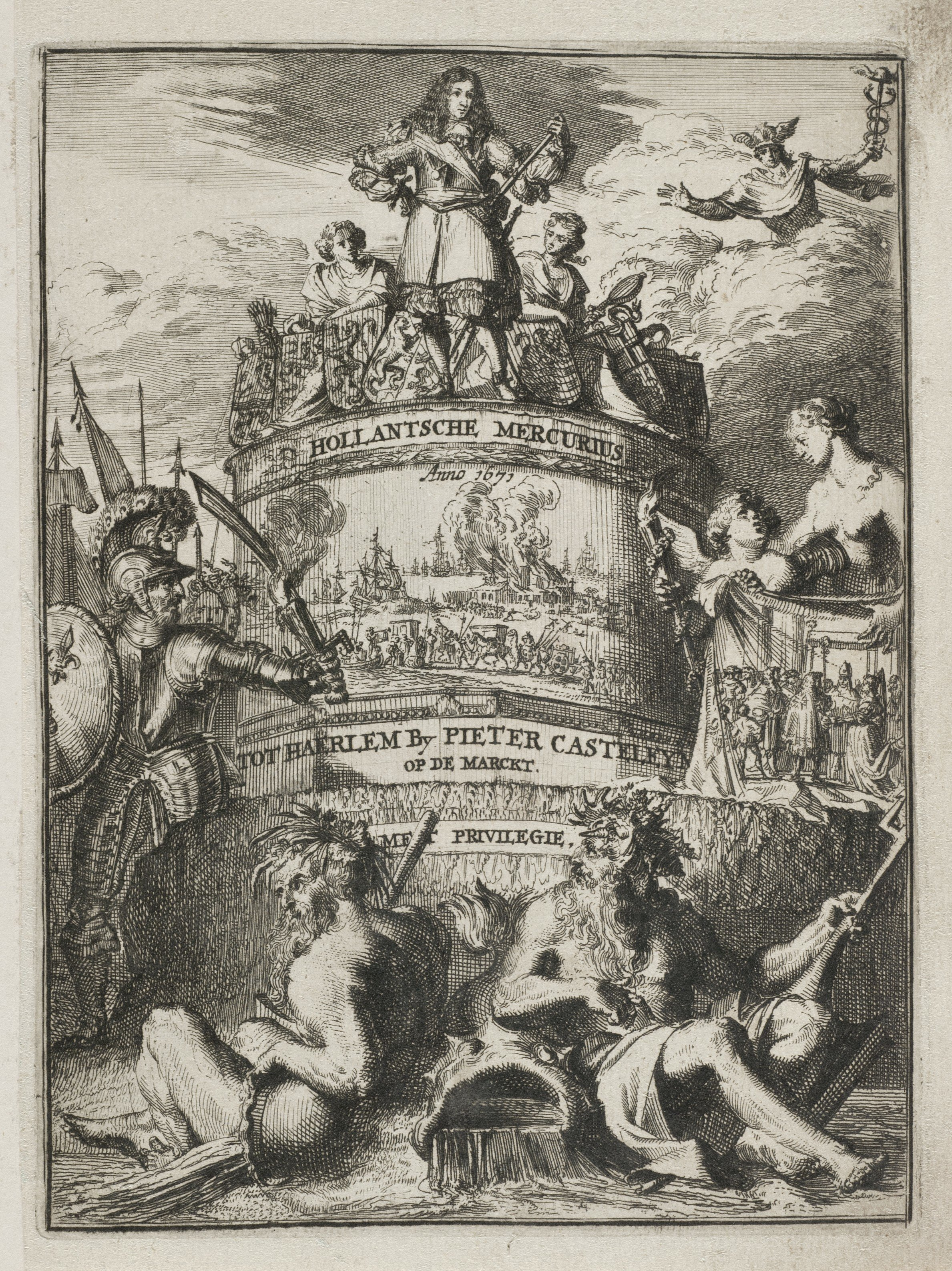
1670
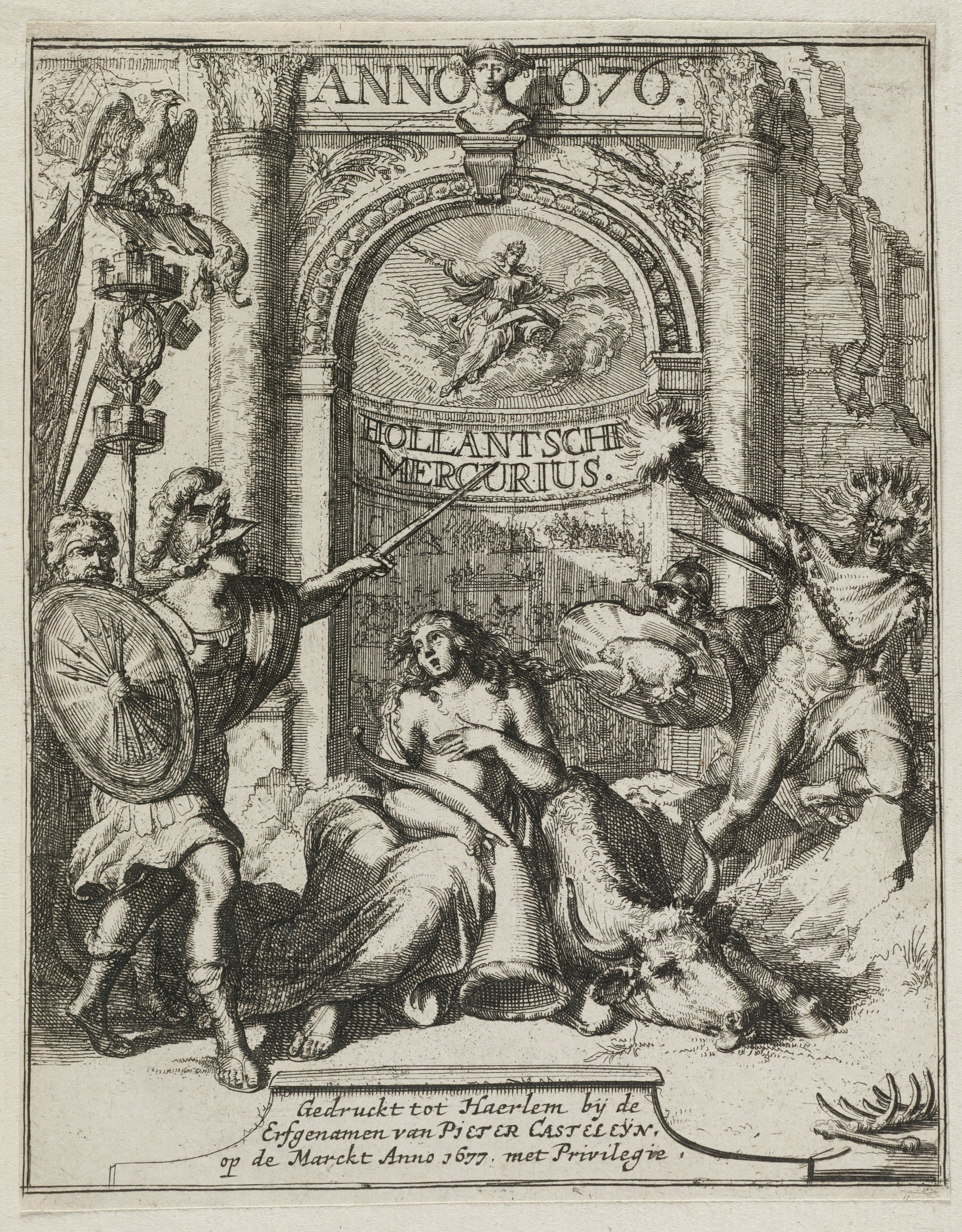
1676

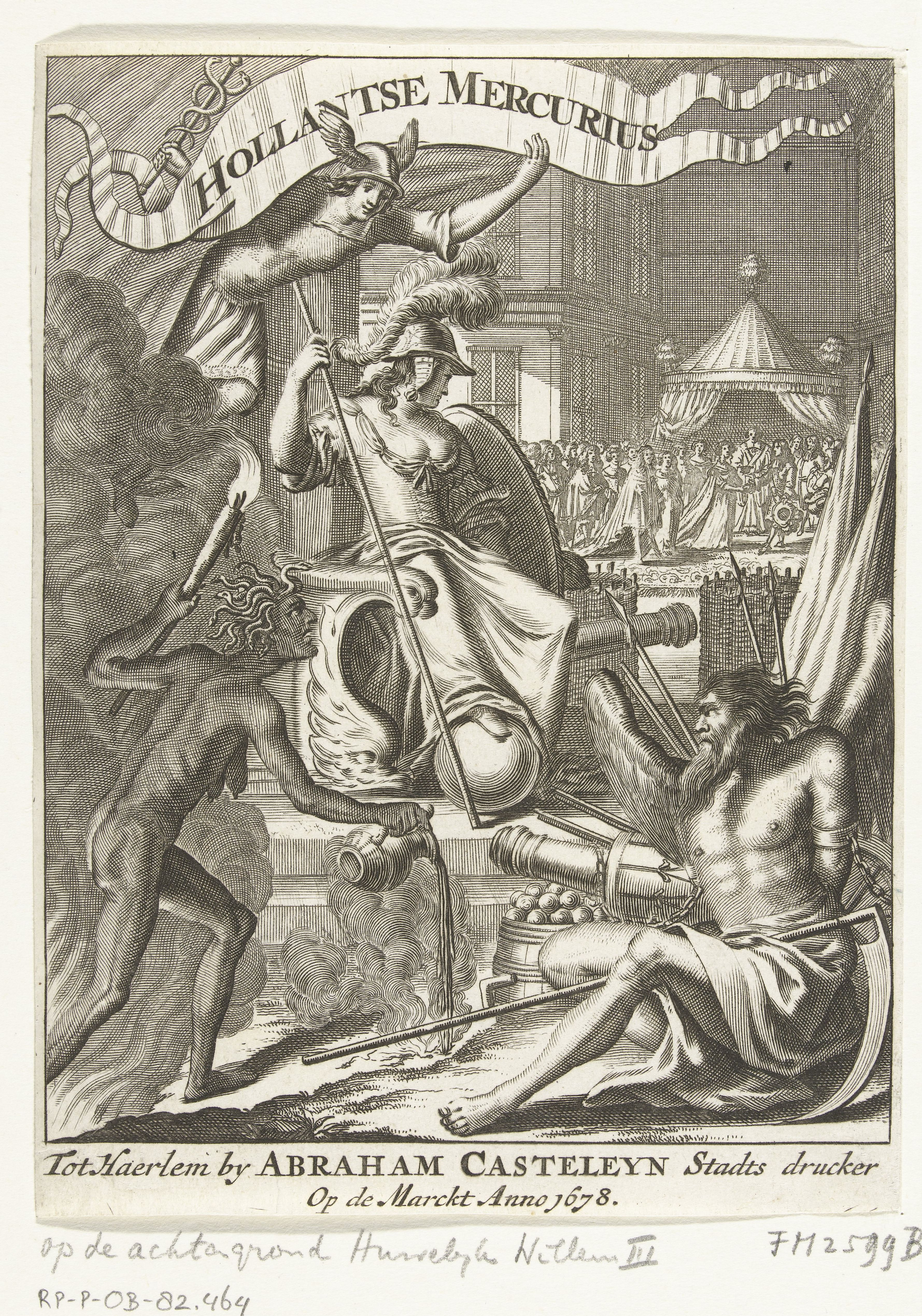
1677
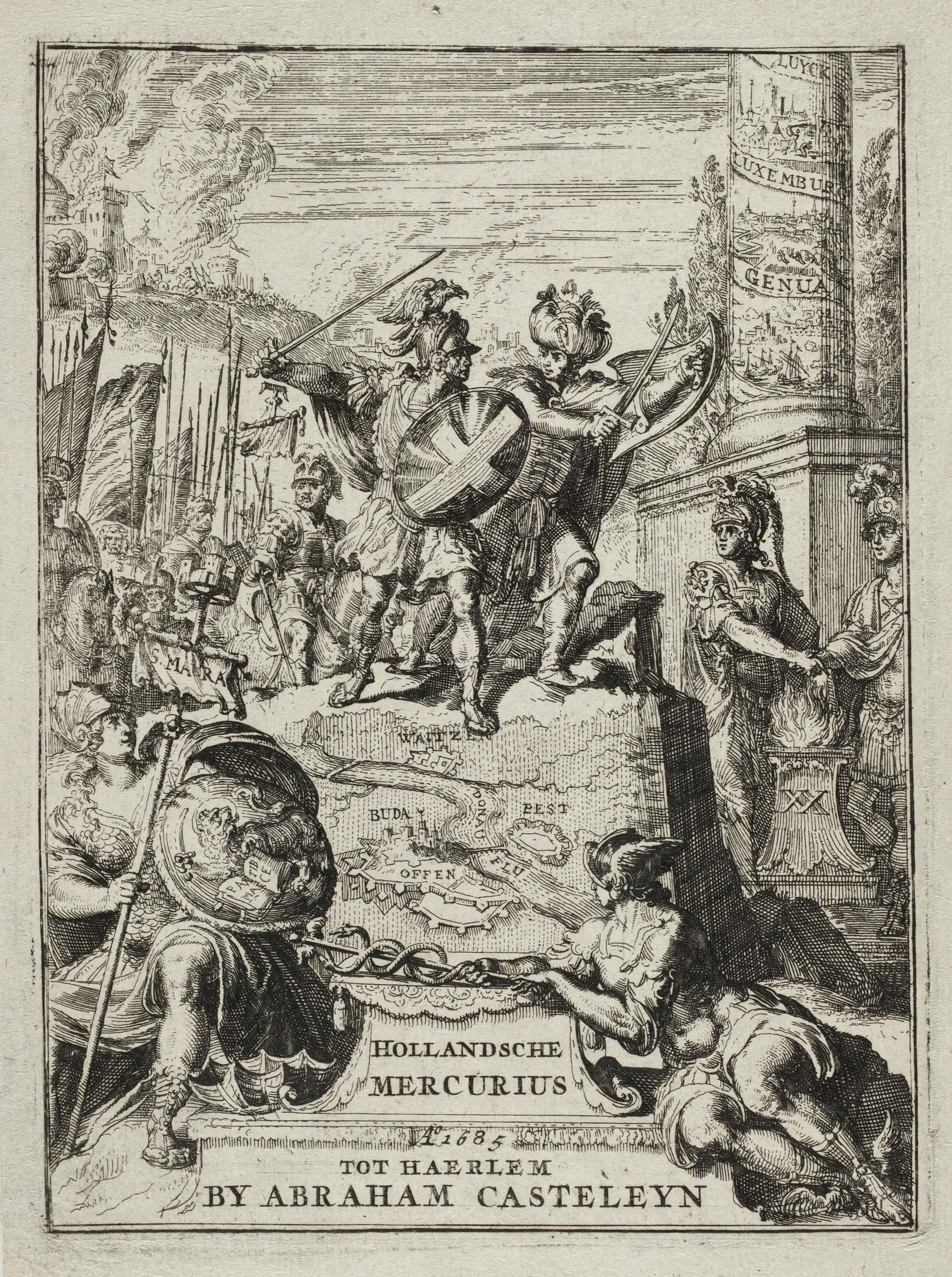
1685
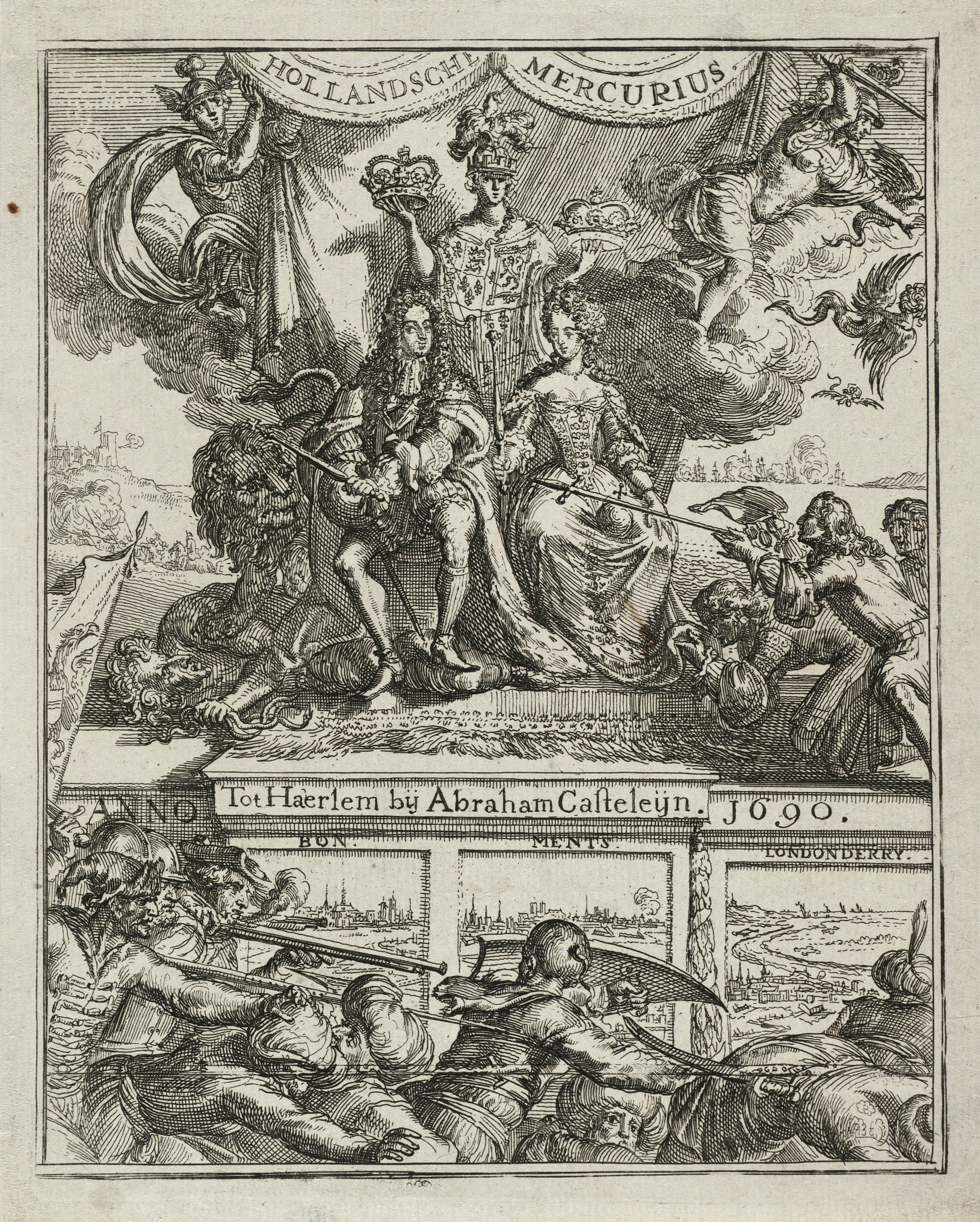
1689
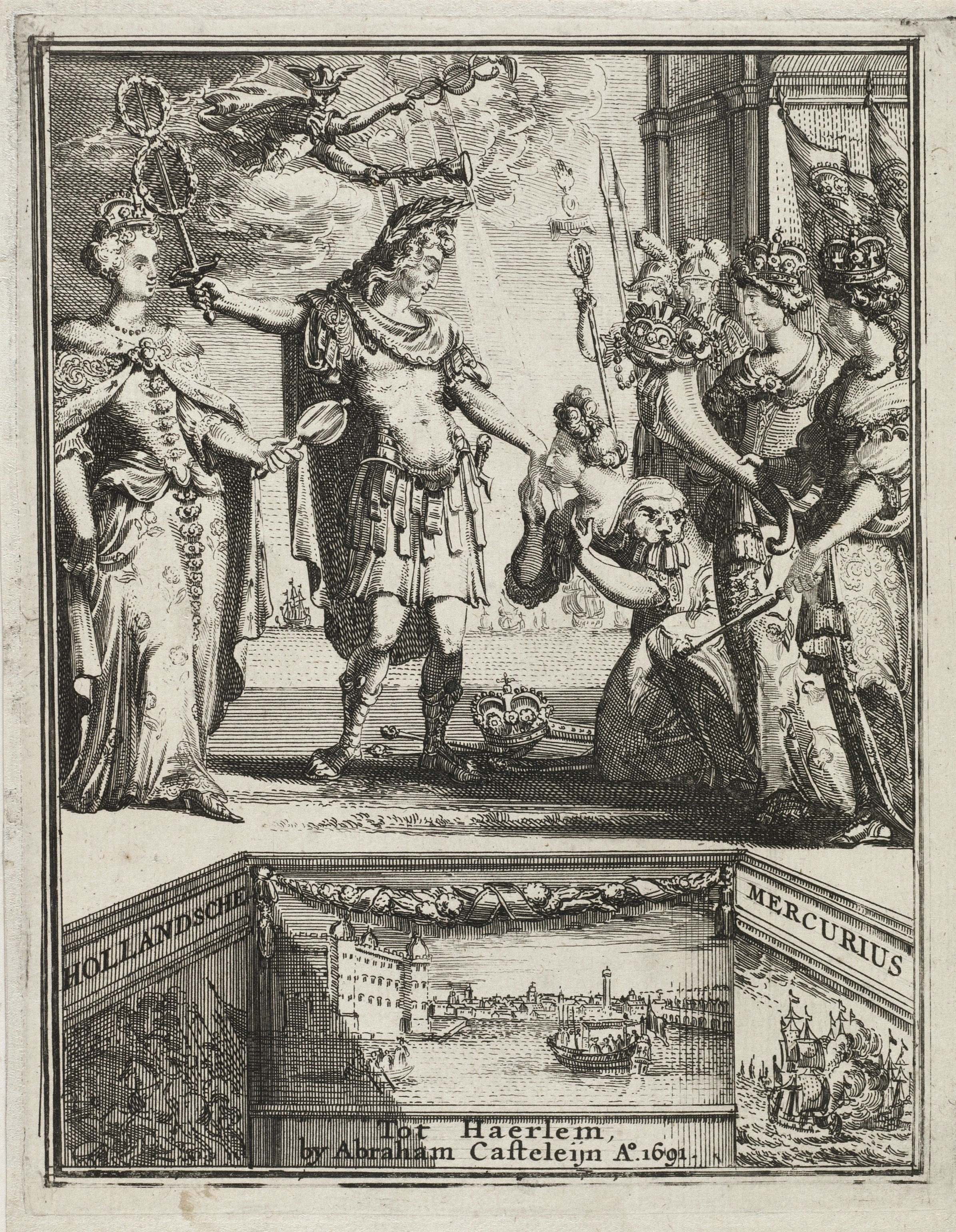
1690